# 霍山石斛
霍山石斛(学名：Dendrobium huoshanense)是指原产于安徽省霍山县的一种兰科石斛属的多年生草本植物，于2007年通过国家质量监督检验检疫总局审批，成为中国地理标志产品之一。
霍山石斛与河南石斛和细茎石斛等近缘种构成细茎石斛复合群。

## 分类
霍山石斛曾被认为是铁皮石斛的同物异名，2013年根据系统学研究才将其视为独立物种。

## 名称历史
清代学者赵学敏于距今200多年前就曾在《本草纲目拾遗》一书中提出了“霍山石斛”这个名称，沿用至今。

## 生长环境
霍山石斛大多生长于大别山高山区悬崖绝壁的崖石缝隙间和参天古树上。

## 保护现状
由于霍山石斛的生长条件极为苛刻，加上人们对这种名贵药材的长期无节制的开采，使得霍山石斛的产量一直很低。

## 用途
霍山石斛属于一种名贵中草药材，能补五脏阴虚、抗衰老、降血糖、明目等。